# Mike Binder
Michael „Mike“ Binder (* 2. Juni 1958 in Detroit, Michigan) ist ein US-amerikanischer Drehbuchautor, Filmproduzent, Filmregisseur und Schauspieler.

## Biografie
Michael Binder wuchs in dem wohlhabenden Vorort Birmingham nahe Detroit auf. Er machte 1976 seinen Schulabschluss an der Birmingham Seaholm High School. Sein jüngerer Bruder ist der Filmproduzent Jack Binder. Seine in der Jugendzeit verbrachten Ferien im Camp Tamakwa verarbeitete er in dem 1993 erschienenen Film Indian Summer – Eine wilde Woche unter Freunden, welcher nach Crossing the Bridge bereits sein zweiter inszenierter Spielfilm war.
Binder begann als Stand-up-Comedian, unter anderen bei Saturday Night Live, wurde dort jedoch gefeuert. Dann besann er sich auf seine Vorbilder Woody Allen, Mel Brooks und Albert Brooks und begann, sich für das Drehbuchschreiben zu interessieren.

## Filmografie (Auswahl)
Drehbuchautor
- 1990: Wild Boys (Coupe de Ville)
- 1992: Crossing the Bridge
- 1993: Indian Summer – Eine wilde Woche unter Freunden (Indian Summer)
- 1999: Sex Monster (The Sex Monster)
- 2001: Love Affairs – Nimm am besten was Du kriegst (Londinium)
- 2005: An deiner Schulter (The Upside of Anger)
- 2006: Man About Town
- 2007: Die Liebe in mir (Reign Over Me)
- 2014: Black or White

Regisseur
- 1992: Crossing the Bridge
- 1993: Indian Summer – Eine wilde Woche unter Freunden (Indian Summer)
- 1994: Blankman
- 1999: Sex Monster (The Sex Monster)
- 2001: Love Affairs – Nimm am besten was Du kriegst (Londinium)
- 2005: An deiner Schulter (The Upside of Anger)
- 2006: Man About Town
- 2007: Die Liebe in mir (Reign Over Me)
- 2014: Black or White

Schauspieler
- 2000: Rufmord – Jenseits der Moral (The Contender)
- 2002: Minority Report
- 2005: An deiner Schulter (The Upside of Anger)
- 2009: Pippa Lee